# Crocidura fulvastra
Crocidura fulvastra is een zoogdier uit de familie van de spitsmuizen (Soricidae). De wetenschappelijke naam van de soort werd voor het eerst geldig gepubliceerd door Sundevall in 1843.